# Tacheles

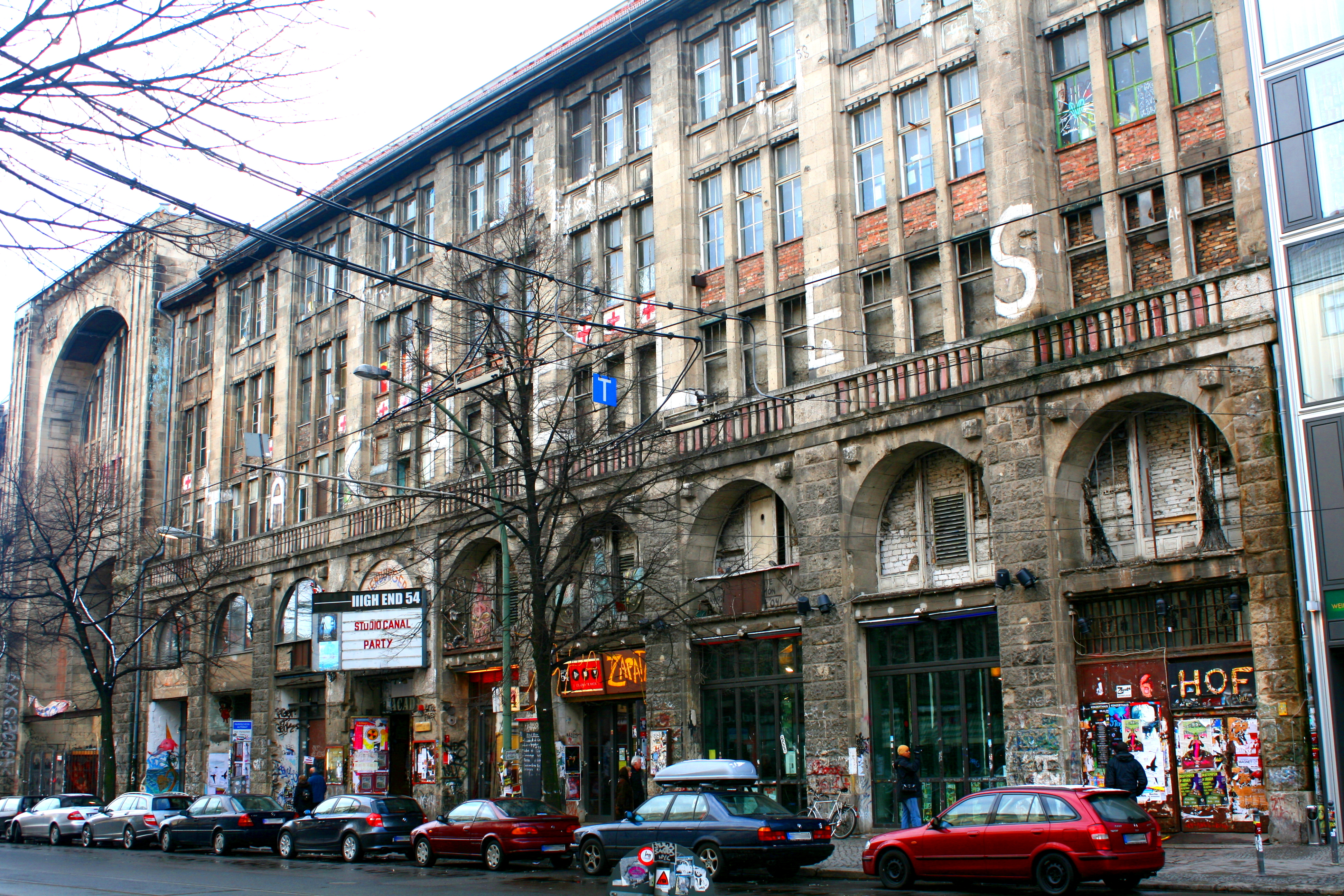
Façade du Tacheles, Oranienburger Straße, Berlin

Le Tacheles était l'un des plus célèbres squats de Berlin, en Allemagne, occupé de 1990 à 2012 par des artistes. Autrefois partie du quartier juif de Scheunenviertel à proximité de la synagogue, il était initialement appelé Friedrichstadtpassagen. Après avoir été utilisé comme prison nazie, le bâtiment a été réapproprié par des artistes qui l'ont baptisé « Tacheles » (« franc-parler » en yiddish). Le bâtiment servit de lieu artistique sous la pression constante du gouvernement qui souhaitait le fermer. Il a été évacué le 4 septembre 2012.
Le jardin à l'arrière du bâtiment est quant à lui toujours ouvert au public et accueille une exposition permanente de sculptures en métal ainsi que des ateliers pour peintres et sculpteurs.  

## Histoire

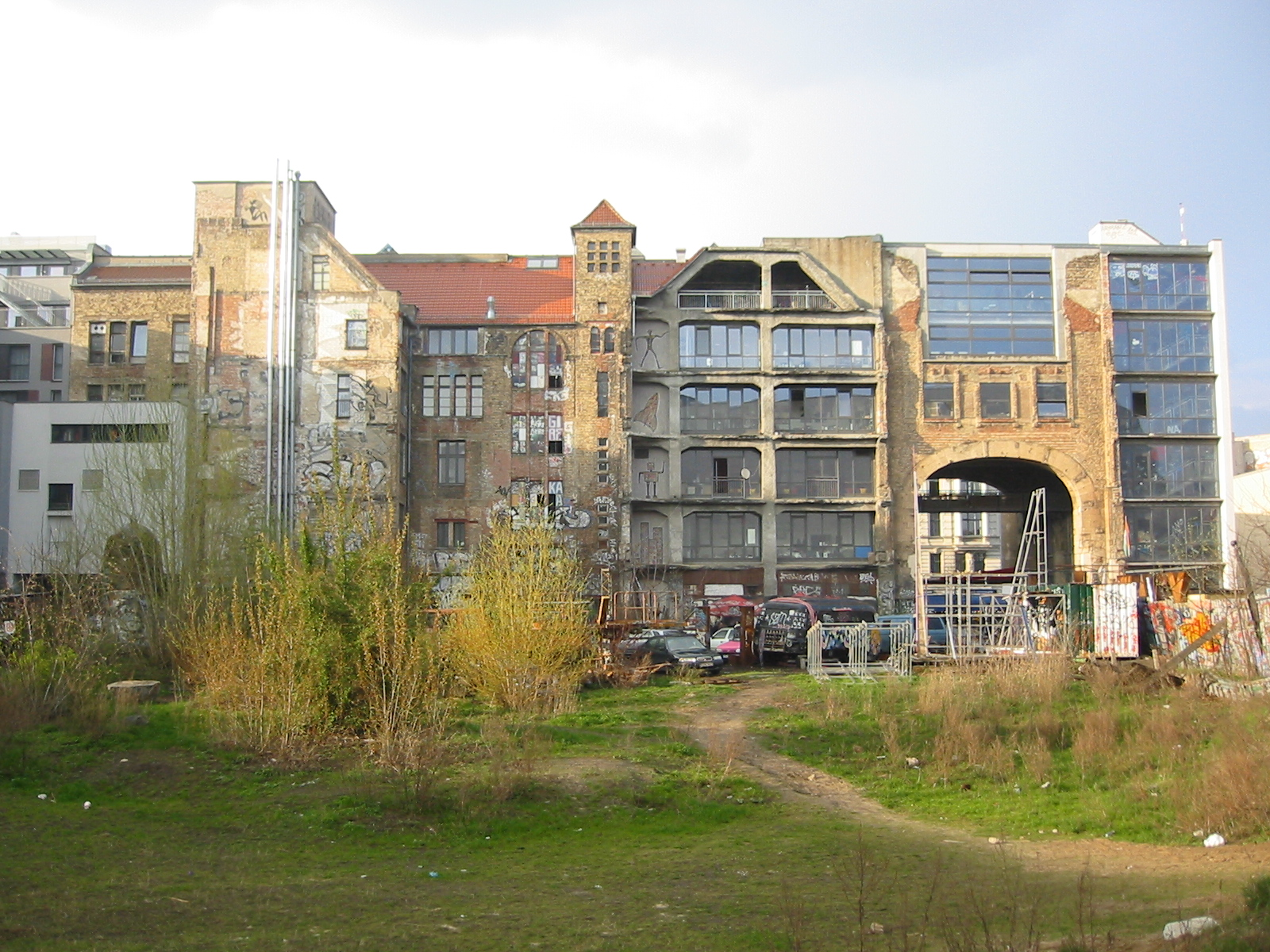
Vue arrière du Tacheles

Le bâtiment fut construit en 15 mois entre 1907 et 1908, sous la supervision de Franz Ahrens du bureau impérial des bâtiments (kaiserlicher Baurat). Le complexe s'étendait de Friedrichstraße jusqu'à Oranienburger Straße. Un passage sous le bâtiment permettait donc de connecter ces deux rues importantes. Le Friedrichstraßenpassage était le second plus important dans la ville, et le dernier exemple d'architecture en passages d'Europe. Le coût de construction fut d'environ 7 millions de Deutschmark.
Haut de 5 étages, le bâtiment était construit en béton armé et doté d'un important dôme, la façade étant supportée par la structure de béton. Il y avait plusieurs petits commerces des deux côtés du passage couvert. Le bâtiment est considéré comme un exemple typique des débuts de l'architecture moderne bien qu'il présente des aspects de l'architecture classique et gothique. Le complexe était également doté d'un système de tubes pneumatiques permettant l'envoi de courriers et matériaux d'une partie à l'autre du bâtiment.
Un groupe d'actionnaires privé espérait bénéficier de cette construction commune. Les magasins n'étaient pas strictement séparés les uns des autres mais comprenaient des espaces partagées. Ceci était rendu possible par l'existence d'un unique point de vente où les clients pouvaient payer toutes les marchandises achetées. Six mois seulement après l'ouverture, le passage dut déclarer faillite, en août 1908. Le complexe fut alors loué par Wolf Wertheim qui y ouvrit en 1909 un grand magasin. Celui-ci cessa son activité en 1914 et le bâtiment fut vendu peu avant la Première Guerre mondiale.
L'usage fait du bâtiment entre 1914 et 1924 n'est pas connu. En 1924, le bâtiment fut modifié et, entre autres, une grande cave fut construite. Elle existe encore à ce jour et est connue sous le nom de Tresorraum. La hauteur de plafond du passage principal fut diminuée et l'apparence générale du bâtiment changea alors complètement.

### Maison de la technique
Après 1928, le bâtiment est utilisé comme salle d'exposition par l'Allgemeine Elektricitäts-Gesellschaft (compagnie d'électricité). Il est alors renommé Haus der Technick par le propriétaire d'alors, la Berliner Commerz- und Privatbank. L'AEG utilise l'espace pour y afficher ses produits et conseiller les clients. Couvrant 10 500 mètres carrés, l'espace comprenait 20 zones d'exposition et on y présenta l'une des premières transmissions télévisées allemandes dans les années 1930.

### Utilisation par le NSDAP
Au début des années 1930, le Parti national-socialiste des travailleurs allemands utilise le bâtiment. Au milieu de la décennie, le Deutsche Arbeitsfront y établit des bureaux et devient propriétaire du bâtiment en 1941. Il devient alors le bureau central des SS. 
En 1943 les parties vitrées du toit sont retirées afin qu'on puisse y loger des prisonniers de guerre français dans le grenier. Lors de la Bataille de Berlin, la deuxième cave est inondée par les nazis et le reste encore aujourd'hui. Le bâtiment a été considérablement endommagé durant la Deuxième Guerre mondiale, mais une grande partie demeure intacte.

### Utilisation par la RDA
En 1948 le bâtiment est acquis par le Freier Deutscher Gewerkschaftsbund et se détériore au cours des années suivantes. De nombreux commerçants et artisans s'installent temporairement dans les ruines, en particulier du côté de Friedrichstraße. On y recense entre autres une école d'arts, une école technique pour le commerce international et l'économie, des bureaux du RTF. La cave est alors occupée par la Nationale Volksarmee.
Le cinéma Camera, installé du côté de Friedrichstraße doit quitter le bâtiment en 1958 à cause de l'état empirant du bâtiment. La salle de conférence est désaffectée, mais rouvrira plus tard sous le nom d'Oranienburger Tor Lichtspiele. Lors de travaux pour la reconstruction, la façade du bâtiment est partiellement transformée et un lobby est créé afin d'accueillir des caisses pour les commerces. Le toit est également reconstruit. C'est alors que l'entrée du bâtiment prend sa forme actuelle. Le cinéma est toujours utilisé de nos jours en tant que théâtre et est renommé Camera après reconstruction en 1972.

### Démolition partielle

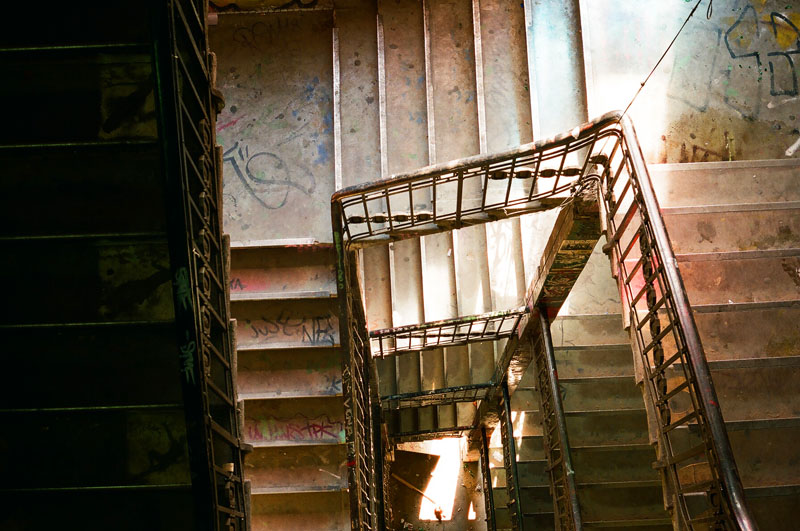
Cage d'escaliers

Bien qu'il n'ait accusé que des dégâts modérés durant la Seconde Guerre mondiale, deux rapports d'ingénieurie recommandent la destruction du bâtiment en 1969 et 1977. Aucune rénovation n'avait encore été entreprise malgré l'usage continu du bâtiment. Une nouvelle rue est alors prévue à sa place qui aurait amélioré la liaison entre Oranienburger Straße et Friedrichstraße.
La démolition commence en 1980, le dôme est alors détruit et le cinéma fermé. Il est prévu de détruire ce qui reste du bâtiment en 1990.

### Künstlerinitiative Tacheles

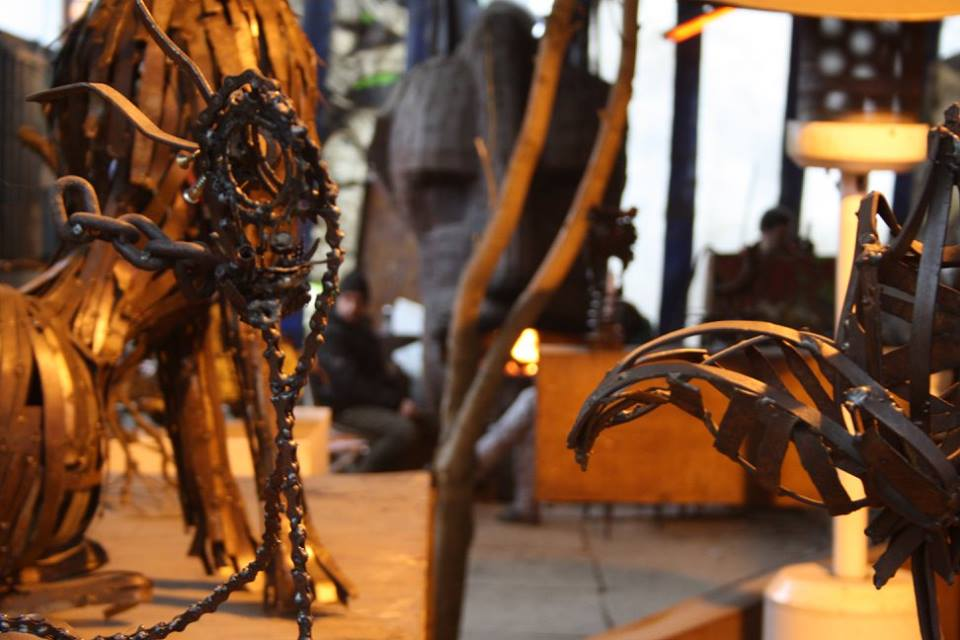
Atelier de sculptures en métal

Le 13 février 1990, deux mois avant la destruction prévue, le groupe Künstlerinitiative Tacheles (initiative d'artistes Tacheles) occupe le bâtiment. Ils tentent d'éviter la destruction en négociant avec l'organisme de Berlin-Mitte qui est alors responsable du bâtiment. Leur but est d'inscrire le complexe comme lieu historique. La démolition n'est pas retardée et ce n'est qu'au dernier moment que le groupe réussit à obtenir une annulation.
Le groupe mandate alors une autre étude de l'intégrité structurelle du bâtiment. L'étude déclare que le bâtiment est en étonnamment bonne condition et il est rapidement déclaré lieu historique, un statut qui ne sera officiellement reconnu qu'après une seconde étude en 1992.
Le bâtiment est alors peint en couleurs vives et une grande cour derrière le bâtiment accueille de nombreuses sculptures composées de gravats, débris et autres objets. Les artistes d'Allemagne de l'Est et d'Allemagne de l'Ouest ne parviennent pas à s'entendre sur l'utilisation à faire de l'espace qui leur est offert. Pourtant, le Tacheles devient durant cette époque un point central de la vie artistique et militante de Berlin. On y assiste alors à de nombreuses expositions et performances. En 1996 et 1997, des politiciens, sociologues, architectes et artistes discutent de la préservation et du futur du Tacheles lors de l'évènement Metropolis Berlin, Hochgeschwindigkeitsarchitektur.

## Utilisation actuelle

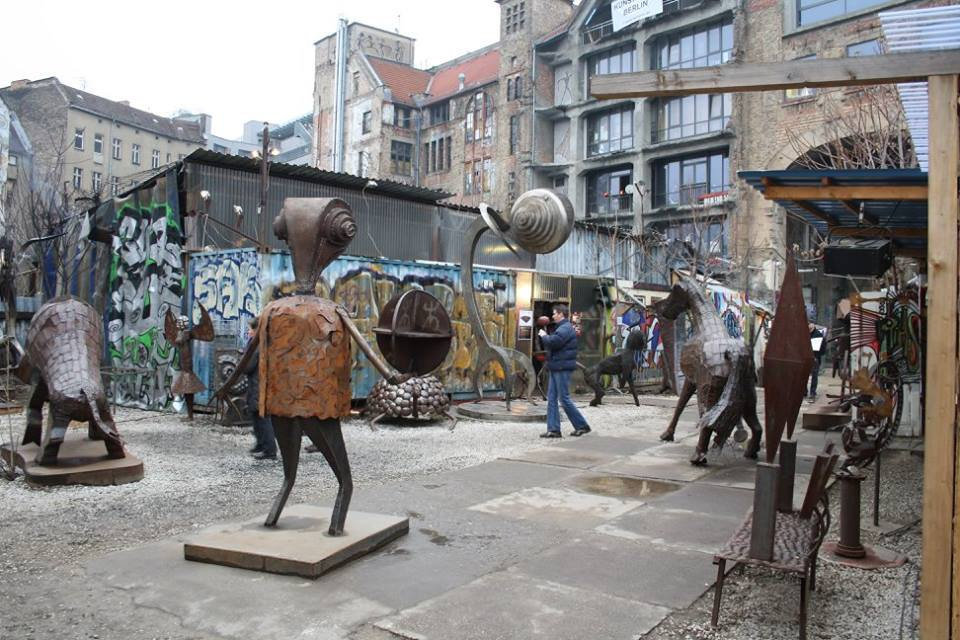
Exposition de sculptures en métal

Le Tacheles accueille aujourd'hui plusieurs artistes qui présentent leurs œuvres et leurs ateliers à de nombreux touristes. En effet près de 400 000 d'entre eux visitent annuellement ce qui est devenu une galerie d'art très courue. La communauté artistique y est internationale et on entend parler allemand, anglais, français, espagnol, etc. dans les divers ateliers. Le 4 septembre 2012 les occupants sont évacués par les huissiers accompagnés des forces de l'ordre,. 
Le jardin à sculptures est toujours ouvert au public et un collectif d'artistes international y a formé l'association ArtProTacheles qui défend et tend à répandre au travers de "Mobile Atelier Project" l'idée du Tacheles. Un premier atelier a été ouvert le 14/04/2012 dans le quartier de Friedrichshain à Berlin.
Le 26 septembre 2014, le groupe allemand Jagdfield, spécialisé dans l’immobilier de luxe et propriétaire du Tacheles depuis 1998, le revend au fonds Perella Weinberg Partners basé à New York pour 150 millions d’euros. Le nouveau propriétaire prévoit de rénover les bâtiments et d’y installer des appartements, des commerces et des activités culturelles.